# Конселіче
Конселіче (італ. Conselice) — муніципалітет в Італії, у регіоні Емілія-Романья,  провінція Равенна.
Конселіче розташоване на відстані близько 300 км на північ від Рима, 39 км на схід від Болоньї, 32 км на захід від Равенни. Святим покровителем комуни є Мартин Турський.
Населення — 9869 осіб (2014).

## Демографія
Населення за роками:

Станом на 1 січня 2023 року в муніципалітеті офіційно проживало 1467 іноземців з 53 країн, серед них 525 громадян країн Євросоюзу та 69 громадян України.

## Сусідні муніципалітети
- Альфонсіне
- Арджента
- Імола
- Луго
- Масса-Ломбарда